# 奇瑟姆 (緬因州)
奇瑟姆（英語：Chisholm）是位於美國緬因州富蘭克林縣的一個普查規定居民點。

## 人口
根據2020年美國人口普查的數據，奇瑟姆的面積為5.87平方千米，當中陸地面積為5.66平方千米，而水域面積為0.21平方千米。當地共有人口1343人，而人口密度為每平方千米228.79人。